# Newtonia camerunensis
'Newtonia camerunensis é uma espécie vegetal da família Fabaceae.
Apenas pode ser encontrada no seguinte país: possivelmente Camarões.
Os seus habitats naturais são: florestas secas tropicais ou subtropicais .